# Stenaoplus nudimago
Stenaoplus nudimago är en stekelart som beskrevs av Heinrich 1968. Stenaoplus nudimago ingår i släktet Stenaoplus och familjen brokparasitsteklar. Inga underarter finns listade i Catalogue of Life.